# Claude de Chastellux
Claude de Chastellux, signore di Chastellux-sur-Cure, Bourdeaux, Mont Saint-Jean, Bazarnes, visconte d'Avallon (1392 circa – 1453), è stato un militare francese, maresciallo di Francia nel 1418.

## Biografia
Figlio unico di Guillaume de Beauvoir, ciambellano di Filippo di Nevers, e di Jeanne de Saint-Vérain, intraprese sulle orme del padre la carriera delle armi, agli ordini dello zio materno Jean de Saint-Vérain. Nel 1405 entrò come coppiere al servizio di Filippo di Nevers, nel 1409 divenne ciambellano dei duchi di Borgogna.
Nel 1410 entrò a far parte delle truppe ducali; nel 1414 era Châtillon-sur-Seine, poi a Bar-sur-Aube dove fece levare l'assedio posto dal balivo di Chaumont. Combattendo nelle Fiandre ottenne dal duca una gratificazione di 100 franchi e il governatorato del Nivernese.
Era presente alla battaglia di Azincourt il 25 ottobre 1415.
Guidò a Parigi il 29 maggio 1418, con Guy de Bar e Jean de Villiers de L'Isle-Adam, le truppe del duca Giovanni di Borgogna, contribuendo largamente al massacro degli Armagnacchi, fedeli al Delfino Carlo.
Nominato maresciallo di Francia il 2 giugno 1418, quando fu privato del titolo Pierre de Rieux, fedele a Carlo VI, prestò giuramento il giorno 6 seguente (riconfermato il 26 settembre), e il 26 ebbe la nomina a luogotenente e capitano generale del re per la Normandia.
Commissario generale delle finanze in Linguadoca il 7 febbraio 1419, fu inviato in Guienna in giugno, poco prima di essere nominato, in agosto, luogotenente e capitano generale del re. Era presente il 10 settembre all'incontro di Montereau in cui fu assassinato il duca Giovanni, ed ebbe l'incarico di scortarne il feretro da Auxerre ad Avallon.
Rappresentò il duca di Borgogna al matrimonio, tenutosi a Troyes, fra Caterina di Valois ed Enrico V d'Inghilterra, il 2 giugno 1420.
Il re d'Inghilterra, che non lo apprezzava molto, lo privò il 22 febbraio 1422 della carica di maresciallo. Nel 1423 fu tra gli artefici della battaglia di Cravant, che vide prevalere lo schieramento anglo-borgognone contro quello franco-scozzese; per aver conservato la città di Cravant al Capitolo della cattedrale di Auxerre, da cui dipendeva, ebbe la nomina a canonico con relative prebende, trasmissibile ai discendenti, e il condono dalle ammende ancora pendenti, tra cui una di 25 lire per aver malmenato la badessa del convento delle Bernardine, a poca distanza da Auxerre.
Come ricompensa il re d'Inghilterra gli fece dono della signoria di Jargeau, e di altri possedimenti, tra il 1424 e il 1429. A nome del duca di Borgogna, prese parte nel novembre 1432 al convegno tenutosi ad Auxerre, auspice il Papa rappresentato dal cardinale Niccolò Albergati, in preparazione del trattato di pace del 1435 che pose fine alla guerra civile.
Nominato governatore e capitano di Avallon il 7 giugno 1440, divenne governatore ed amministratore delle terre e delle baronie del conte di Nevers il 27 febbraio 1445. Fece testamento il 19 gennaio 1453 e morì il 12 marzo seguente. Fu sepolto nella cattedrale di Auxerre; la sua tomba, distrutta durante le guerre di religione, fu ricostruita nel XVII secolo.

## Matrimoni e discendenza
Claude de Chastellux si sposò tre volte:
- prima del 1412 con Alix de Toucy, discendente di una delle più antiche e ricche famiglie dell'Auxerrois, morta nel 1425 circa, da cui non ebbe figli
- nel 1427 con Jeanne de Longwy, morta nel 1434 senza discendenza
- nel 1435 con Marie de Savoisy, cugina di Renato d'Angiò, morta nel 1471 circa, da cui ebbe Jean (che ereditò il titolo), Claude, Louis, Catherine, Agnès e Perrette.

Ebbe inoltre un figlio naturale, Jacques, scudiero di Carlo I di Nevers tra il 1437 e il 1453.